# Dienerella corsica
Dienerella corsica es una especie de coleóptero de la familia Latridiidae.

## Distribución geográfica
Habita en Corcega (Francia).